# Marek Smolak
Marek Adam Smolak – polski prawnik i filozof, profesor nauk prawnych, specjalizuje się w teorii i filozofii prawa, prawie konstytucyjnym, prawach człowieka, etyce prawniczej oraz filozofii politycznej i moralnej; od 2018 redaktor naczelny Ruchu Prawniczego, Ekonomicznego i Socjologicznego.

## Życiorys
Absolwent prawa na Wydziale Prawa i Administracji UAM (1984 − Zasady-wzorce kształtujące instytucje dziedziczenia; praca napisana pod kierunkiem Macieja Zielińskiego) oraz filozofii na Wydziale Nauk Społecznych UAM (1987 − Hans Georg Gadamer: hermeneutyka i poezja; praca napisana pod kierunkiem Michała Piotrowskiego). 
Stopień doktora nauk prawnych uzyskał w 1996 roku na podstawie pracy pt. Prawniczy pozytywizm instytucjonalny. Analiza poglądów Donalda Neila McCormicka i Oty Weinbergera, której promotorem był Maciej Zieliński. Habilitował się w 2004 roku na podstawie oceny dorobku naukowego oraz rozprawy Uzasadnienie sądowe jako argumentacja z moralności politycznej. O legitymizacji władzy sędziowskiej, za którą otrzymał wyróżnienie w XLI Ogólnopolskim Konkursie „Państwa i Prawa” na najlepsze prace habilitacyjne i doktorskie.  Tytuł naukowy profesora nauk prawnych został mu nadany na mocy postanowienia Prezydenta Rzeczypospolitej Polskiej z dnia 12 listopada 2013 roku. 
Od 1987 roku pracuje na Uniwersytecie im. Adama Mickiewicza w Poznaniu, gdzie pełnił między innymi funkcję rzecznika dyscyplinarnego ds. studenckich przy rektorze UAM (1996−1999). W latach 1997−1998 wykładał na Europejskim Uniwersytecie Viadrina. W latach 2006−2013 był profesorem nadzwyczajnym oraz kierownikiem Katedry Teorii i Filozofii Prawa na Wydziale Prawa i Administracji Uniwersytetu Kardynała Stefana Wyszyńskiego w Warszawie. Od 2013 roku jest kierownikiem Katedry Teorii i Filozofii Prawa na macierzystym wydziale. Za pracę naukową i dydaktyczną był wielokrotnie wyróżniany nagrodami dziekana WPiA UAM (2005−2007, 2011). 
Był stypendystą European University Center for Peace Studies (Stadtschlaining, 1992), Uniwersytetu w Lund (1996), Uniwersytetu Edynburskiego (2000) oraz Uniwersytetu Hokkaido (2007). Był profesorem wizytującym Uniwersytetu Kapsztadzkiego (2001) oraz Nagoya University (2004−2005), a także visting scholar w Międzynarodowym Instytucie Socjologii Prawa w Oñati (2018) oraz na Uniwersytecie w Syracuse (2019).
W latach 1996−2018 był sekretarzem redakcji Ruchu Prawniczego, Ekonomicznego i Socjologicznego, od 2018 roku pełni funkcję redaktora naczelnego czasopisma. Jest członkiem Międzynarodowego Stowarzyszenia Filozofii Prawa i Filozofii Społecznej IVR (od 1999), w latach 2014–2018 sprawował funkcję przewodniczącego prezydium polskiej sekcji tego stowarzyszenia. Od 2016 roku pełni funkcję sekretarza Fundacji im. Zygmunta Ziembińskiego. 
Został wybrany na członka Komitetu Nauk Prawnych Polskiej Akademii Nauk kadencji 2020–2023.

## Wybrane publikacje

### Pozycje zwarte
- Prawo, fakt, instytucja. Koncepcje teoretycznoprawne Prawniczego Pozytywizmu Instytucjonalnego, Wydawnictwo Naukowe UAM 1998, ISBN 83-232-0869-7
- Uzasadnianie sądowe jako argumentacja z moralności politycznej. O legitymizacji władzy sędziowskiej, wyd. 2003, ISBN 83-7333-327-4
- Czesław Znamierowski. W poszukiwaniu sprawnego państwa, Wydawnictwo Poznańskie 2007, ISBN 978-83-7177-468-3
- Rozważania o państwie, prawie i życiu publicznym (autor: Czesław Znamierowski, wstęp i dobór tekstów Marek Smolak), wyd. Poznańskie Towarzystwo Przyjaciół Nauk, Uniwersytet im. Adama Mickiewicza 2010, ISBN 978-83-7654-054-2
- Wykładnia celowościowa z perspektywy pragmatycznej, wyd. 2012, ISBN 978-83-264-0774-1

### Pozycje artykułowe
Rozdziały w pracach zbiorowych i artykuły publikowane w czasopismach prawniczych, m.in. w Ruchu Prawniczym, Ekonomicznym i Socjologicznym, Państwie i Prawie oraz wydawnictwach zagranicznych, m.in.:
- H.L.A. Hart's Postscript (z Marzeną Kordelą), The Cambrian Law Reviev, Vol. 27, s. 75-81, Aberystwyth University 1996[10];
- Contemporary Polish Theory and Philosophy of Law, w: W. Dajczak, A.J. Szwarc, P. Wiliński (red.), Handbook of Polish law, Wydawnictwo Szkolne PWN, Warszawa 2011, s. 59-83;
- Is There an Imitative Ratio Legis, and if so, How Many Are There? Psychological Perspective (z Teresą Chirkowską-Smolak), w: M. Dybowski, V. Klappstein (red.), Ratio Legis. Philosophical and Theoretical Perspectives, Springer, Heidelberg 2018, s. 137-157, ISBN 978-3-319-74271-7.